# Comètes dans la fiction

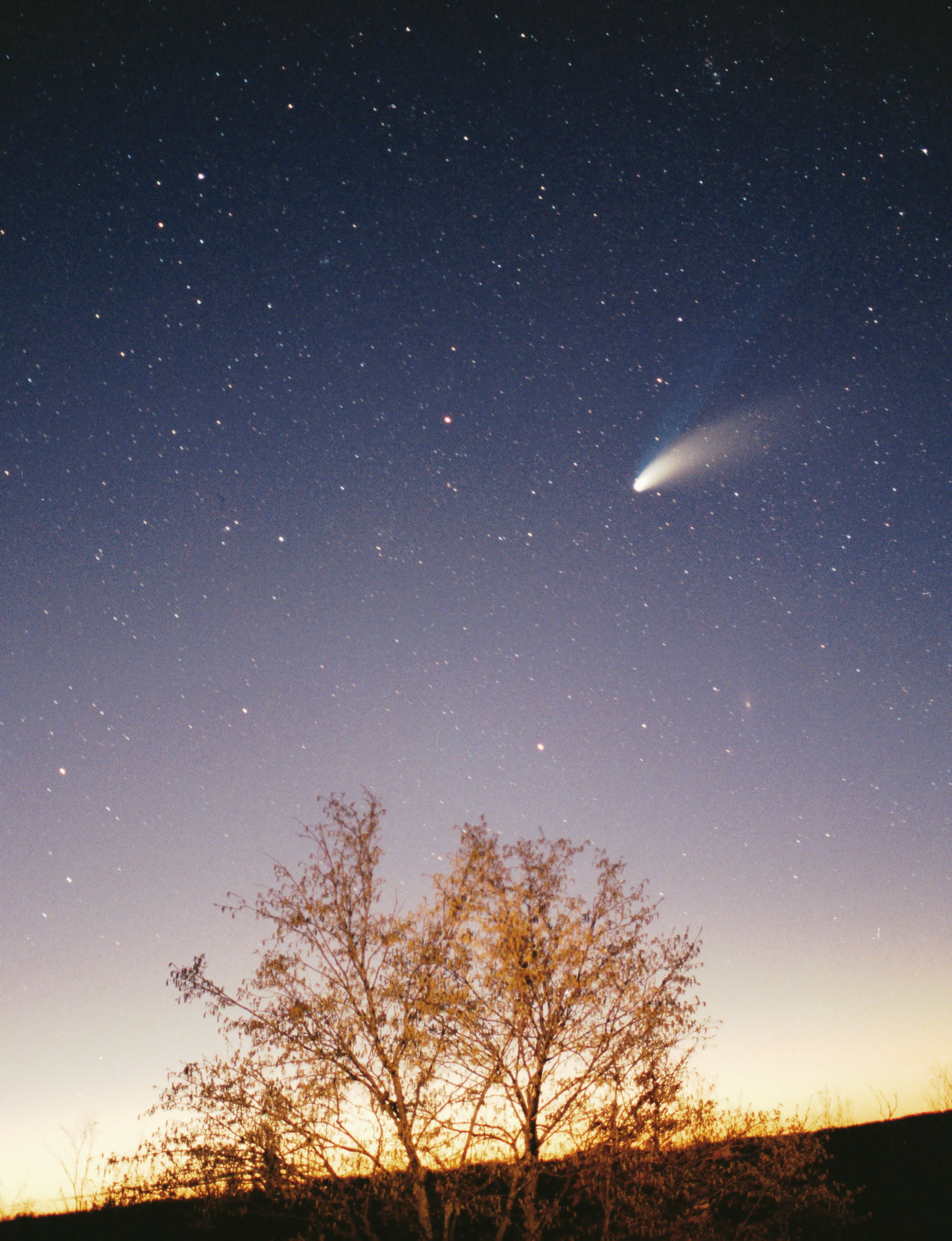
La comète Hale Bopp vue depuis les cieux de Croatie à la fin mars 1997.

Les comètes sont, au cours des siècles, apparues dans de nombreuses œuvres de fiction. Dans les premiers temps, elles étaient considérées comme des signes annonciateurs, soit de catastrophe, soit de grands changements historiques. Mais au fur et à mesure que les connaissances sur les comètes progressaient, elles furent considérées non seulement comme des signes, mais aussi comme des forces puissantes à part entière, capables de provoquer des désastres. Plus récemment, les comètes ont été décrites comme des destinations pour les voyageurs spatiaux.

## Comètes fictives

### Leurs propriétés

#### En tant que forces destructrices
- Voltaire, dans sa « Lettre sur la prétendue comète » (1773), commente ironiquement les rumeurs de catastrophe mortelle imminente entourant la présentation de Joseph Lalande à l'Académie des sciences de ses « Réflexions sur les comètes qui peuvent approcher de la Terre ».
- The Conversation or Eiros and Charmion (1839) d'Edgar Poe est une histoire de fin du monde impliquant une comète qui vole l'azote de l'atmosphère terrestre, l'oxygène restant entraînant une fin du monde ardente.
- La Fin du Monde (1894) de Camille Flammarion décrit une collision au XXIVe siècle d'une comète avec la Terre.
- La Comète à Moominland (1946) de Tove Jansson représente le monde des Moumines menacé par une comète incendiaire.
- Lucifer's Hammer (1977), un roman de Larry Niven et Jerry Pournelle, est une histoire apocalyptique de survie mettant en scène l'impact d'une comète avec la Terre.
- Le film de la Paramount/DreamWorks Deep Impact (1998) raconte l'histoire d'une comète (la comète fictive de Wolf-Biederman) à la trajectoire de collision avec la Terre et se concentre principalement sur les réactions émotionnelles de ceux qui sont touchés par la catastrophe imminente.
- Le film Greenland a pour scénario l'impact de Clarke, une Comète interstellaire composée d'une multitude de fragments sur la Terre, et se concentre sur une famille qui lutte pour survivre face à l'effondrement de la civilisation.

#### Du passé
- Les Aventures du capitaine Hatteras (1866) de Jules Verne font brièvement allusion à l'hypothèse contemporaine d'une collision cométaire antédiluvienne avec la Terre, responsable du déplacement de l'axe de rotation de notre planète.

#### Comme signes surnaturels
- Dans sa Lettre sur la comète (1742) Pierre Louis Moreau de Maupertuis mentionne: « Ces astres, après avoir été si longtemps la terreur du monde, sont tombés tout à coup dans un tel discrédit, qu'on ne les croit plus capables de causer que des rhumes. ».
- Dans The Clash of Kings de George RR Martin, une comète à queue rouge est vue dans le ciel et interprétée à la fois comme de mauvais augure ou fortuite par les différents personnages et factions du livre.
- Dans The Worm Ouroboros d'Eric Rücker Eddison, une comète apparaît avant la bataille finale devant les murs de Carcë « La même nuit, il apparut dans le ciel menaçant de Carcë une étoile ardente avec deux chevelures. ». Les deux côtés du conflit la virent « et le Roi Gorice, assis dans sa chambre avec ses livres funestes, vit cette étoile et ses flambeaux ardents... ».

#### Comme véhicules
- Dans son « Glimpses of Other Worlds » (1865) Thomas Charles Morgan raconte un voyage sur une comète contrôlée par « une fiole ou deux d'essence concentrée de gravitation »[1].
- Hector Servadac, Voyages et aventures à travers le Monde Solaire (1877), de Jules Verne est une vision victorienne d'un tour du Système solaire à bord de la « comète Gallia ».
- Dans l'histoire de Mark Twain, La Visite du capitaine Tempête dans le ciel (1907), le capitaine Tempête chevauche une comète qui le mène aux cieux, mais parvient à la mauvaise porte céleste après avoir concouru en route avec une autre comète.
- Une comète très similaire à la comète de Halley joue un rôle important dans les deux premiers romans de la série de dark fantasy de Glen Cook The Black Company, The Black Company (May 1984) et Shadows Linger (October 1984).
- Dans sa série L'Espace de la révélation, en particulier dans le roman L'Arche de la rédemption (2002), Alastair Reynolds représente la société des Conjoineurs comme la civilisation humaine la plus avancée, vivant à l'intérieur d'une comète dans le très lointain nuage de Oort d'une autre étoile que le Soleil.
- Dans la bande dessinée L'Étrange Rendez-vous (1991), une aventure de Blake et Mortimer, scénarisée par Jean Van Hamme et dessinée par Ted Benoit, d'après les personnages créés par Edgar P. Jacobs, les comètes permettent aux hommes du 81e siècle de voyager dans le temps, en « rebondissant » dessus. Le passage en 1954 d'une comète découverte par l'astronome allemand Ernst Wilhelm Tempel, et portant son nom, joue un rôle important dans l'intrigue.

#### Autres propriétés
- Edgar Allan Poe, dans son The Unparalleled Adventure of One Hans Pfaall (1835), doit fournir à son protagoniste une atmosphère respirable pour son voyage en ballon vers la Lune. Il évoque le ralentissement de la comète d'Encke pour preuve de l'existence de cette atmosphère.
- H. G. Wells dans Au temps de la comète (1905) expose la façon dont les vapeurs de la queue d'une comète provoquent instantanément une société utopique mondiale.
- Dans l'univers des Cantos d'Hypérion de Dan Simmons (1989), les anneaux de forêts orbitales d'Ouster utilisent les comètes capturées comme dispositifs d'irrigation; la forêt orbitale reçoit de l'eau et d'autres approvisionnements importants à partir des comètes « berger » qui passent.

### Dans les médias

#### Film et télévision
- Dans la série télévisée Avatar, le dernier maître de l'air', la Comète de Sozin qui passe tous les 100 ans, broutant la haute atmosphère, amplifie énormément le pouvoir de maniement du Feu. Aang doit vaincre le Seigneur du Feu avant l'arrivée de la Comète, sinon il laissera derrière lui un monde dévasté sans renaissance possible.
- Le film télévisé A Fire in the Sky (1978), avec Richard Crenna, représente une comète qui affecte Phoenix, en Arizona.
- Dans l'épisode de Friends intitulé « The One Where They're Up All Night » (2001), Ross Geller emmène le groupe sur le toit de son appartement pour voir la comète Bapstein-King.
- L'intrigue du film Maximum Overdrive (1986) met en scène le rayonnement de la queue d'une comète, qui après avoir provoqué la renaissance de chacune des machines sur Terre, leur confèrent des velléités meurtrières, même si à la fin du film, on apprend que le phénomène était en fait causé par un OVNI.
- Dans Power Rangers, le film (1995) de Bryan Spicer, les Power Rangers tirent parti de la comète de Ryan pour vaincre Ivan Ooze.
- Dans la série télévisée MillenniuM, une comète fictive à deux queues, P1997 Vansen-West, est occasionnellement présente durant la deuxième saison.
- Dans le film La Nuit de la comète (1984), la Terre passe au travers de la queue d'une comète, condamnant ainsi toute vie humaine et animale, à l'exception de ceux qui se trouvaient totalement confinés dans des conteneurs métalliques au moment du rendez-vous.
- La comète Yano-Moore est une comète fictive inventée pour la série de science-fiction de la BBC Space Odyssey: Voyage to the Planets (2004) et nommée en hommage à l'astronome britannique Patrick Moore et à l'astronome japonais Hajime Yano.
- Les comètes jouent un rôle important dans deux épisodes de Star Trek: Enterprise. Dans « Breaking the Ice », l'équipe de l'Enterprise découvre et explore la surface de la plus grosse comète jamais découverte à cette date. Dans « Terra Prime », une navette spatiale évite les forces de Défense de Mars en se cachant derrière une comète impactante.
- Dans l'épisode des Simpsons « La Comète de Bart » (5 février 1995), la comète de Bart découverte va entrer en collision avec la ville de Springfield. Cependant, elle se décompose au contact de l'atmosphère densément polluée de Springfield.
- Dans le dessin animé Charlotte, une comète de courte période nommée Charlotte passe près de la Terre tous les 75 ans et répand ses poussières sur Terre. Tout préadolescent inhalant la poussière développera à l'âge de la puberté une capacité surhumaine extraordinaire.
- Dans le film d'animation japonais, Your Name., le fragment de la comète fictive Tiamat affecte la ville fictive d'Itomori dans la préfecture de Gifu, au Japon, tuant 500 personnes. Cependant, la vie de ceux qui périrent pendant l'événement sera finalement sauvée par le maire de la ville après que sa fille - qui a vu le sort funeste des citadins dans leur précédente vie antérieure - l'a convaincu de les faire évacuer.
- Le film Cohérence de 2013  est un thriller psychologique qui base son scénario sur le passage d'une comète dont les effets travestissent la réalité. Dans les dialogues, un personnage compare ces effets fictifs à ceux signalés lors du passage antérieur d'une autre comète sur la Finlande.

#### Jeux
- Dans Illusion of Time (1994), les comètes ont leur propre mythologie, exploitée par les anciennes civilisations pour accélérer l'évolution de l'humanité et d'autres planètes, avant de finalement se fourvoyer dans l'utilisation d'armes de guerre utilisées pour provoquer des mutations sur les monstres. Une telle comète, destinée à une Terre telle qu'elle fut à l'époque des Grandes découvertes, se veut la principale force de conflit ainsi qu'une représentation symbolique des forces calamiteuses.
- Dans le monde fictif de Myth (1997), présenté dans le jeu vidéo Bungie homonyme, chaque millier d'années, provoqué par la guerre, le monde passe d'un âge de lumière à un âge d'obscurité. Chaque fois que cela se produit, une grande comète est observée dans le ciel.
- Dans le jeu Shadow  the Hedgehog (2005), une comète spéciale, nommée comète noire, aide les principaux ennemis du jeu (les bras noirs). Elle est utilisée pour répandre un gaz qui paralyse tout bras non noir au travers de la planète, afin que le personnage ennemi puisse les manger.
- Dans Super Mario Galaxy (2007), le personnage de Harmonie voyage dans l'univers dans un bâtiment ressemblant à une comète.
- Dans le monde de Warhammer, le jeu de rôle fantastique (1986, 2005, 2009), la comète de Sigmar est une comète à deux queues aperçue à plusieurs reprises tout au long de l'histoire, annonçant toujours des événements généreux ou tumultueux. Dans la théologie des Sigmars, elle représente la destinée, le destin et la main de Sigmar agissant sur le monde; comme un symbole très populaire pour les religieux Sigmars, elle est représentée sur les bâtiments, sur les mosaïques religieuses et les reliques, sur les armes et les médailles, etc.

## Comète de Halley
En tant que première comète périodique découverte, et la plus connue par son nom, la comète de Halley occupe une place de premier plan dans la fiction.

### Jeux
- Dans le jeu Famicom Jesus: Jesus: Kyōfu no Bio Monster (1987), la Comète de Halley s'approche de la Terre depuis un certain temps, et les nations de la Terre envoient une mission pour explorer la comète, car une forme de vie a été détectée à l'intérieur du gaz de la comète.
- Dans le jeu vidéo Infogrames Shadow of the Comet (1993), le passage de la comète est le seul instant où peuvent se rencontrer certaines entités du jeu.

### Littérature
- La référence la plus célèbre est celle de Victor Hugo, dans La Comète, poème de La Légende des siècles : « Il avait dit : — Tel jour cet astre reviendra. — : (…) / Quelle huée ! Ayez pour Vishnou, pour Indra, / Pour Brahma, pour Odin ou pour Baal un culte ; / (…) / Soyez un imposteur, un charlatan, un fourbe, / C'est bien. Mais n'allez pas calculer une courbe (…) [2]. »
- Dans son poème Amers, Saint-John Perse écrit : « Et comment il nous vint à l'esprit d'engager ce poème, c'est ce qu'il faudrait dire. Mais n'est-ce pas assez d'y trouver son plaisir ? Et bien fut-il, ô dieux ! que j'en prisse soin, avant qu'il ne nous fût repris... Va voir, enfant, au tournant de la rue, comme les Filles de Halley, les belles visiteuses célestes en habit de Vestales, engagées dans la nuit à l'hameçon de verre, sont promptes à se reprendre au tournant de l'ellipse[3]. »
- Dans le roman Au cœur de la comète (1986) de Gregory Benford et de David Brin, une équipe multinationale colonise la comète de Halley, construisant un habitat dans la glace.
- Le roman d'Arthur C. Clarke, 2061 : Odyssée trois (1987) comprend une description détaillée d'une mission habitée vers la comète de Halley.
- L'histoire courte de Spider Robinson « The Gifts of the Magistrate » traite du procès d'une femme qui a modifié l'orbite de la comète de Halley pour essayer de sauver la vie de son ami Clement Samuels, qui croyait, comme Samuel Clemens (alias Mark Twain), né lors d'une apparition de la comète, était condamné à mourir au cours de sa prochaine venue.
- Le roman de Marie Brennan, « A Star Shall Fall », traite du Grand incendie de Londres comme d'un dragon qui, banni de la comète de Halley, reviendrait en 1759, menaçant Londres et l'Angleterre de la destruction.

### Films
- Dans le film sud-coréen « Heaven's Soldiers » (Hangul : 천군 ; Hanja : 天 軍 ; RR : Cheongun, 2005), l'apparition de la comète de Halley forcent les protagonistes - les soldats de la Corée du Nord et de la Corée du Sud engagés dans une lutte pour la vie et la mort - à remonter dans le passé en 1572, lors du passage antérieur de la comète, puis s'engager dans des frasques héroïques de la période Joseon au XVIe siècle.
- Le film de 1985 The Adventures of Mark Twain représente Mark Twain pilotant un dirigeable partant à la rencontre la Comète de Halley lors de son passage de 1910.
- Le film Lifeforce de 1985 décrit une expédition de la navette spatiale vers la Comète de Halley, l'équipage succombe aux vampires spatiaux cachés dans un immense vaisseau spatial logé dans le noyau de la comète.

### Télévision
- Dans un épisode d'« Au cœur du temps » intitulé en anglais « End of the World » (1966), les personnages principaux évoluent en 1910 et témoignent de l'hystérie générée par la comète. Fait intéressant, l'épisode dépeint des personnages qui ont peur d'une collision avec la comète plutôt que du « gaz toxique » de la queue de la comète.
- Dans l'épisode de Futurama, « A Taste of Freedom » (22 décembre 2002), il est mentionné que la Terre mène une guerre « pour reprendre la Comète de Halley ». La Comète de Halley est également exploitée par une mine pour sa glace d'eau, dans un autre épisode.
- Dans la série The Doctor Who, l'épisode « Attack of the Cybermen » représente des méchants qui prévoient de dévaster la Terre en provoquant la collision entre la comète et la planète.
- Dans l'épisode « Hey Arnold! » de la série télévisée Nickelodeon, Arnold et Gerald forcent la ville à éteindre ses lumières afin qu'ils puissent voir la comète.
- Dans les contes « Histoires de l'autre monde », l'épisode « Comet Watch » (1986) met en scène l'astronome Englebert Ames qui regarde la Comète de Halley ; il est sous le choc quand Sir Edmond Halley lui-même arrive; Halley a suivi sa « comète » toutes ces années en essayant d'échapper à Sarah, la femme obsédée le poursuivant par amour.
- Dans l'épisode des Simpsons « Bart the Mother » (27 septembre 1998), Homer prétend se souvenir de la collision de la comète de Halley avec la Lune.

### Paroles musicales
- L'album « Shooting Straight in the Dark » de Mary Chapin Carpenter inclut la chanson « When Halley Came to Jackson », qui raconte l'histoire d'un bébé né en 1910 qui survit à l'apparition de 1986, en regardant la comète depuis le porche de la maison de ses parents.
- L'album "Happier Than Ever" de Billie Eilish, sorti en 2021, inclut la chanson "Halley's Comet". Dans cette chanson, elle compare la fréquence de visibilité de la comète et celle des rencontres avec celui qu'elle aime ("Halley's Comet/Comes around more than I do"), sous entendant qu'il s'agit d'une relation à distance ("Midnight for me is 3AM for you").